# Jean-Baptiste Edme Rétif
Pour les articles homonymes, voir Rétif.
Jean-Baptiste Edme Rétif est un homme politique français né le 24 août 1790 à Joux-la-Ville (Yonne) et décédé le 18 février 1878 à Tonnerre (Yonne).

## Biographie
Fils d'Edme Rétif et de Marie Anne Gautherin, il est reçu licencié en droit à Paris en 1812.
Avocat près le tribunal de commerce de Paris de 1813 à 1816, il est ensuite juge suppléant puis avoué à Tonnerre. En 1832, il devient juge d'instruction, puis président du tribunal de Tonnerre. Maire de Tonnerre, conseiller général, il est député de l'Yonne de 1835 à 1837, siégeant dans le Tiers-Parti.

## Sources
- « Dictionnaire des parlementaires français de 1789 à 1889 (Adolphe Robert, Edgar Bourloton et Gaston Cougny) », sur gallica BNF (consulté le 7 décembre 2013)